# Kurabiye

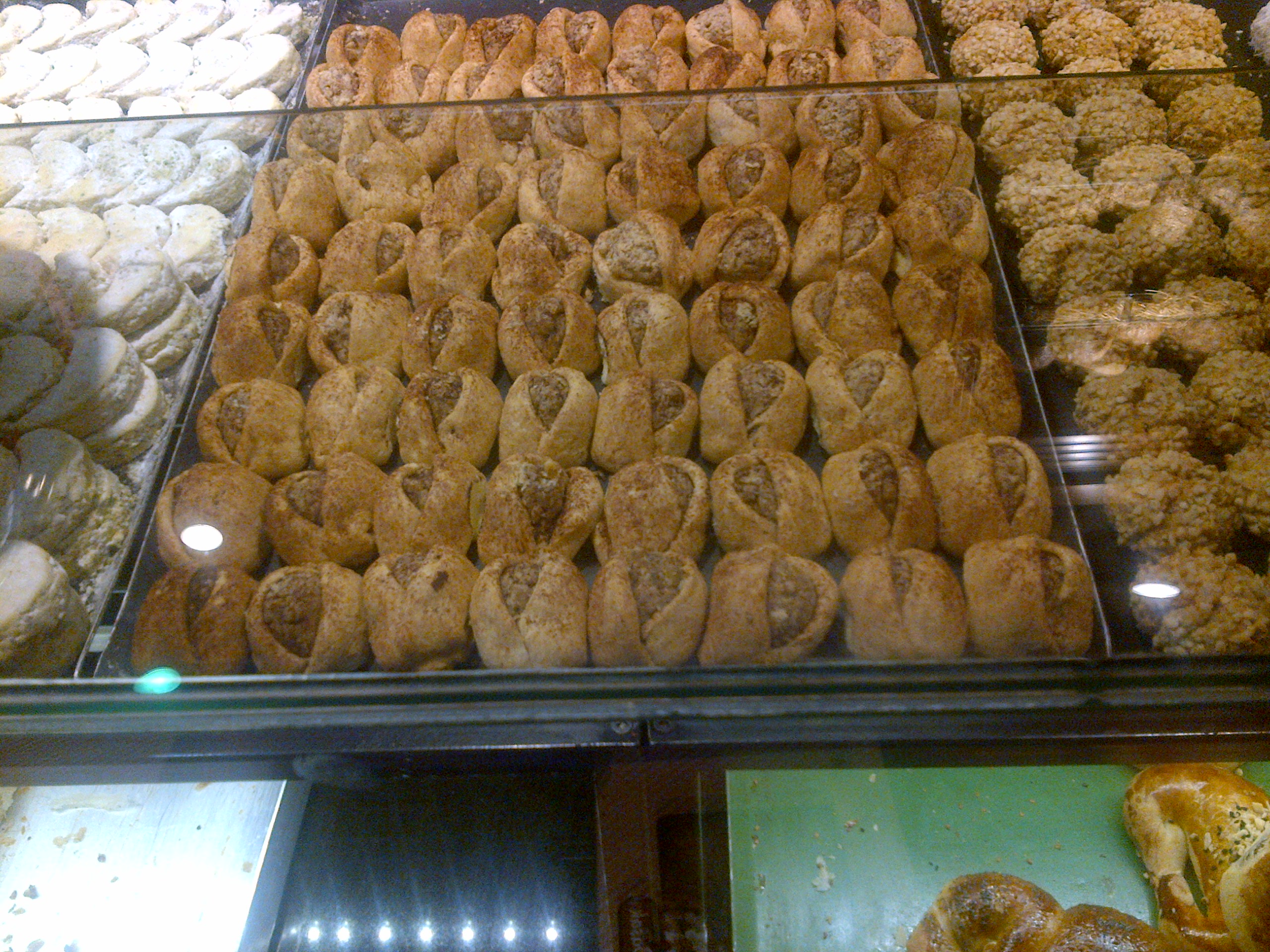
Diverses pastes turques a la vitrina d'una fleca, al centre kurabiyes de tahina i nous.

Kurabiye és galeta en llengua turca. La paraula turca kurabiye és el nom genèric de totes les galetes tradicionals en la cuina turca i es reflecteix també en altres galetes com Cevizli kurabiye (amb nous) o Fındıklı kurabiye (amb avellanes). Segons Sevan Nişanyan, etimòleg turc, la paraula ha evolucionat des de gul ab («aigua de roses») en llengua persa. La paraula original persa és un cert tipus de galeta amb ametlles i mantega. El mot persa qurabiya ha passat a diversos idiomes dels països de l'Orient Mitjà i el Caucas com l'àzeri (qurabiyə), l'àrab (غرّيبة,قورابیه), l'albanès (kurabie o gurabie), el grec (κουραμπιές) o el búlgar (курабия).

## Vegeu també

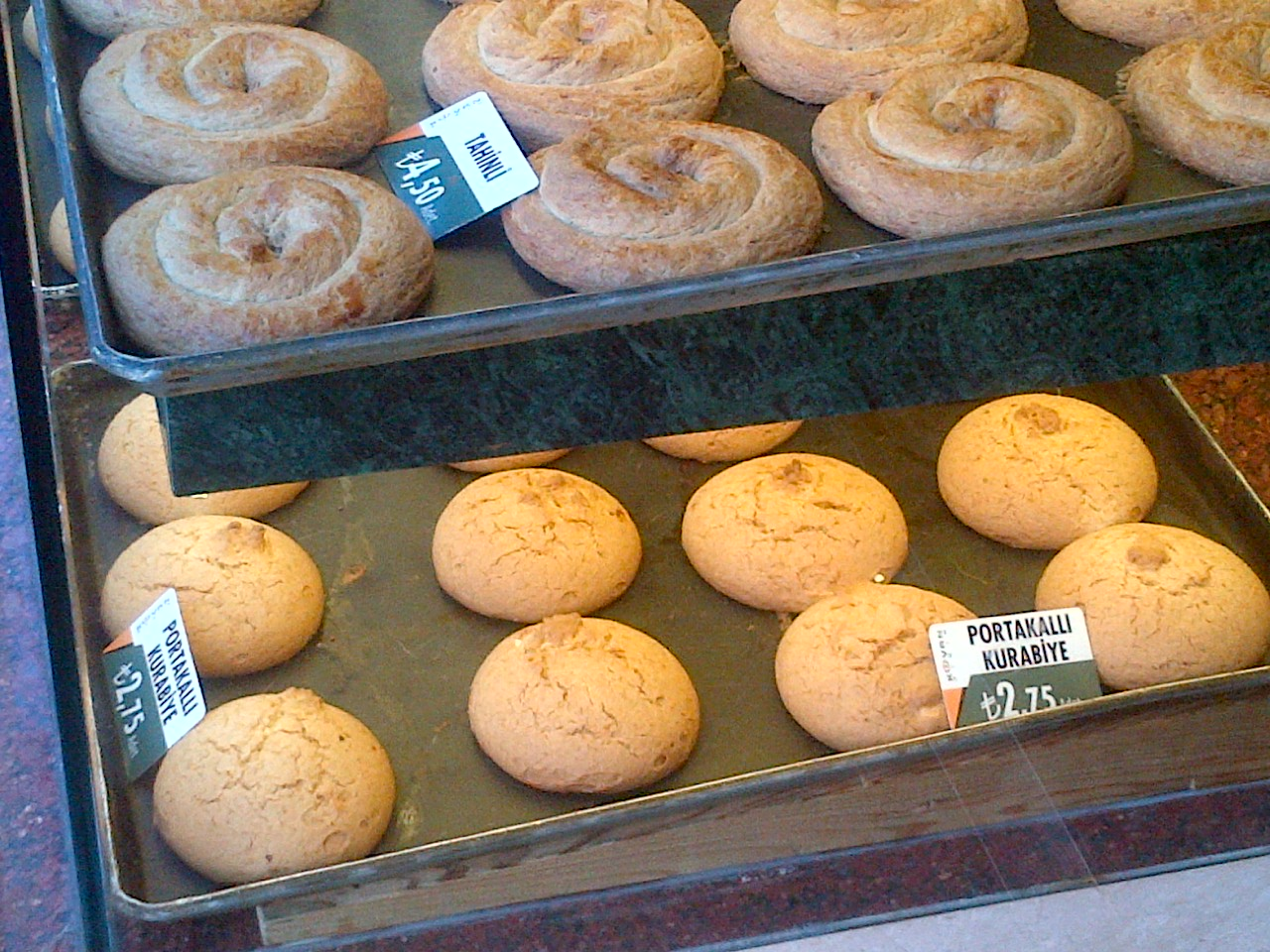
Çörek amb tahina (sobre) i kurabiyes de taronja acabades de fer en una fleca en Kadıköy, Istanbul.

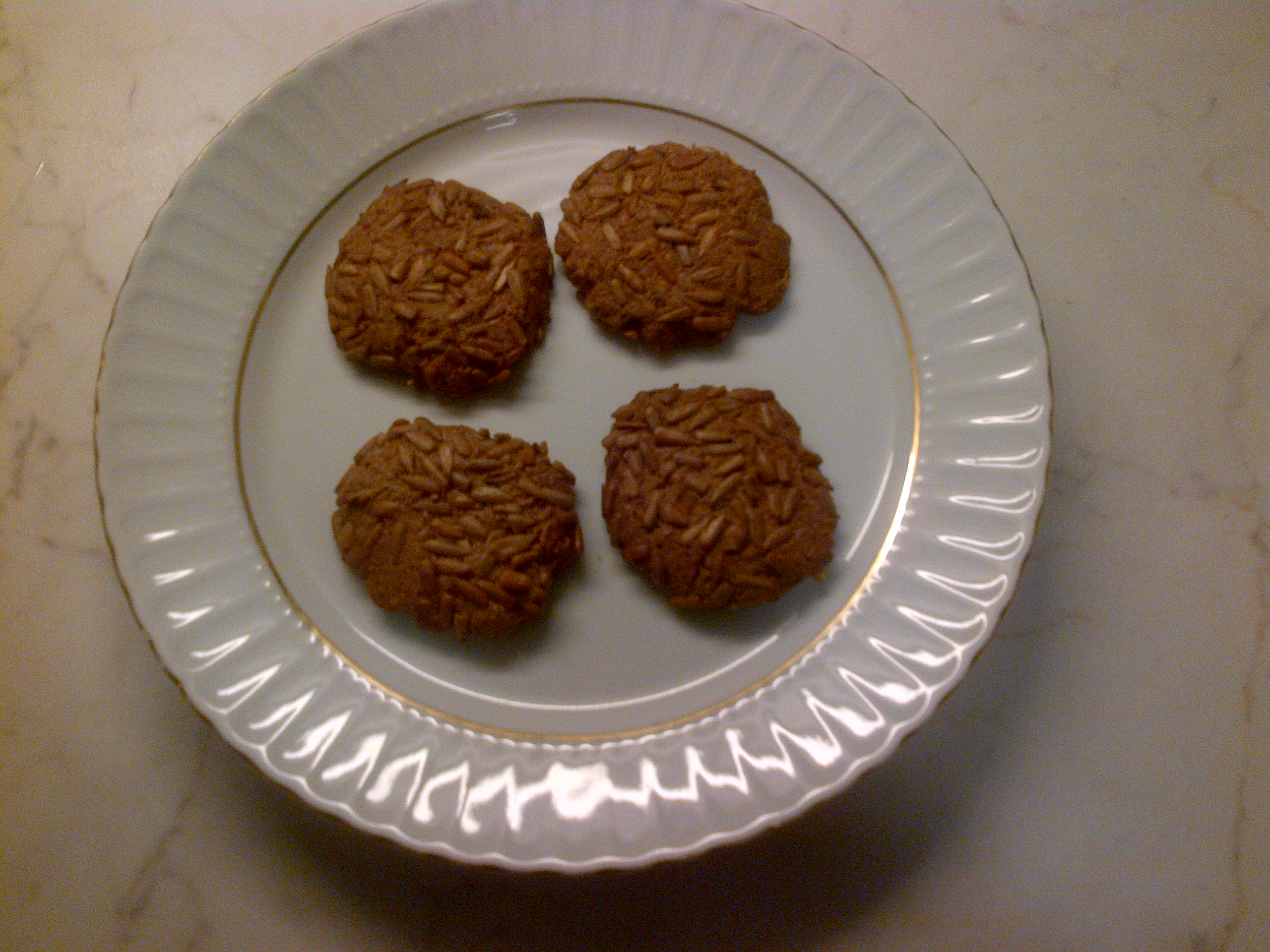
Uns kurabiye amb llavors de gira-sol de la famosa fleca de Kireçburnu al Bòsfor, Istanbul.